# Marathon van Fukuoka 1970
De marathon van Fukuoka 1970 werd gelopen op zondag 6 december 1970. Het was de 24e editie van de marathon van Fukuoka. Aan deze wedstrijd mochten alleen mannelijke elitelopers deelnemen. De Japanner Akio Usami kwam als eerste over de streep in 2:10.37,8.

## Uitslagen
| rang   | naam                | land | tijd      |
| ------ | ------------------- | ---- | --------- |
| Goud   | Akio Usami          | JPN  | 2:10.37,8 |
| Zilver | Ken Moore           | USA  | 2:11.35,8 |
| Brons  | Yoshiaki Unetani    | JPN  | 2:12.12,0 |
| 4      | Jack Foster         | NZL  | 2:12.17,8 |
| 5      | John Farrington     | AUS  | 2:12.58,4 |
| 6      | William Adcocks     | ENG  | 2:13.32,0 |
| 7      | Tadaaki Ueoka       | JPN  | 2:13.46   |
| 8      | Yuri Volkov         | URS  | 2:14.28   |
| 9      | Ron Hill            | ENG  | 2:15.27   |
| 10     | Masaaki Hirai       | JPN  | 2:16.08   |
| 11     | Sunao Shirai        | JPN  | 2:16.39   |
| 12     | Yuriy Velikorodnikh | URS  | 2:17.52   |
| 13     | Kokichi Uchino      | JPN  | 2:18.52   |
| 14     | Kunio Fujita        | JPN  | 2:20.59   |
| 15     | Hayami Tanimura     | JPN  | 2:21.52   |
| 16     | Kimio Otsuka        | JPN  | 2:21.53   |
| 17     | Mitsunori Kaneyuki  | JPN  | 2:22.26   |

1947 ·
1948 ·
1949 ·
1950 ·
1951 ·
1952 ·
1953 ·
1954 ·
1955 ·
1956 ·
1957 ·
1958 ·
1959 ·
1960 ·
1961 ·
1962 ·
1963 ·
1964 ·
1965 ·
1966 ·
1967 ·
1968 ·
1969 ·
1970 ·
1971 ·
1972 ·
1973 ·
1974 ·
1975 ·
1976 ·
1977 ·
1978 ·
1979 ·
1980 ·
1981 ·
1982 ·
1983 ·
1984 ·
1985 ·
1986 ·
1987 ·
1988 ·
1989 ·
1990 ·
1991 ·
1992 ·
1993 ·
1994 ·
1995 ·
1996 ·
1997 ·
1998 ·
1999 ·
2000 ·
2001 ·
2002 ·
2003 ·
2004 ·
2005 ·
2006 ·
2007 ·
2008 ·
2009 ·
2010 ·
2011 ·
2012 ·
2013 ·
2014 ·
2015 ·
2016 ·
2017